# Мектеп (Северо-Казахстанская область)
Мектеп (каз. Мектеп) — село в Есильском районе Северо-Казахстанской области Казахстана. Входит в состав Алматинского сельского округа. Код КАТО — 594233300.

## Население
В 1999 году население села составляло 487 человек (250 мужчин и 237 женщин). По данным переписи 2009 года в селе проживало 328 человек (158 мужчин и 180 женщин).

## История
Основано в 1928 году представителями родов аман, каумен, жадик, жамантай, коктерай, построивших в ауле школу (мектеп) из купеческого дома, перевезенного из села Николаевки. В окрестностях села находятся памятники археологии бронзового века — могильники Мектеп I, Мектеп III и стоянка эпохи неолита Мектеп IV.